# البدع
البدع (به عربی: البدع) یک منطقهٔ مسکونی در عربستان سعودی است که در استان تبوک واقع شده‌است.